# Čapek magazine
Čapek è una rivista di fumetti italiana fondata nel 2018, totalmente autoprodotta e autodistribuita, insignita del Premio Beani come "Miglior realtà Editoriale" a Lucca Comics 2020. 
La rivista è diretta dal fumettista Ivan Manuppelli, in arte Hurricane (già ideatore delle riviste Puck! e The artist), con la collaborazione editoriale di Marcello Baraghini (in veste di "editore all'incontrario"), fondatore di Stampa Alternativa. Caporedattori sono il fumettista Tommaso Tommygun Moretti, Nicola Feninno, già direttore di CTRL magazine e l'attivista e grafica Francesca Canzi. Della redazione fanno parte i fumettisti e illustratori Giacomo Rastabbello Rastelli (tra i fondatori del giornale satirico L'Antitempo), Gianluca Jazz Manciola, Simone Sdolz Sdolzini, Marie Cècile Tantucci, Giuditta Grechi, Gianluca Vash Vascelli, Marco Falatti, Rebecca Barbuscia e il chimico Simone Venanzio Barbonetti. 

## La storia

### La nascita
La rivista Čapek nasce nel dicembre 2018, nella yurta di Marcello Baraghini, a Pitigliano.
Il progetto viene annunciato dai diretti interessati come una "associazione a delinquere"  tra i collettivi che l'hanno prodotto e finanziato: le riviste Puck!  e CTRL Magazine, la casa editrice Le Strade Bianche di Stampa Alternativa, il collettivo di artisti maceratesi Uomini nudi che corrono e il festival milanese AFA (Autoproduzioni Fichissime Andergraund).
La rivista è strutturata come un periodico tradizionale, con tanto di rubriche, dove trovano spazio e dialogano tra loro fumetti, illustrazioni e parti più testuali.
Caratteristiche peculiari sono il diretto coinvolgimento di diversi collettivi di artisti della scena indipendente italiana e internazionale (Progetto Stigma di Akab, la rivista Frigidaire, la redazione del periodico satirico veronese L'Ombroso, il collettivo bolognese Doner Club, il Centro Studi Canaja di Milano, i festival Crack di Roma e Bordafest! di Lucca, i cartoonist americani The Air Pirates) e la presenza di parodie di classici del fumetto rivisitati attraverso jam session grafiche e riferimenti al "Cadavere Squisito" surrealista e al Situazionismo (nel primo numero sono ospitate versioni "detournate" dei Fantastici Quattro, dei Puffi e di Dick Tracy, ribattezzato per l'occasione "Dick Tracey, detective gender fluid").

### Il numero 1
Il primo numero, uscito nel marzo del 2019, si caratterizza per la partecipazione attiva di personaggi controversi come un ex rapinatore di banche ("lo Svizzero") nell'improbabile ruolo di esperto di economia, lo scrittore ed ex criminale Carmelo Musumeci (con il suo "Diario di un ergastolano"), il cartoonist Mike Diana (il primo fumettista statunitense accusato del reato di oscenità) e il gruppo di disegnatori satirici underground The Air Pirates (Dan O'Neill, Ted Richards e Gary Hallgren) noti negli anni '70 per una causa legale contro la Walt Disney Company e qui riuniti dopo tanti anni per festeggiare i 90 anni di Topolino.
Sono inoltre presenti un intervento postumo del vignettista Vincino, un fumetto sportivo disegnato dal calciatore Jose Altafini e scritto dal fumettista Fabio Tonetto e una storia sperimentale di cinque pagine curata e disegnata dagli autori di Progetto Stigma, che si avvalgono per i testi dell'utilizzo di "Supercomputer Carmel" (un programma concepito per decriptare i messaggi in codice del killer Zodiac).
Tra gli altri partecipanti: Francesca Ghermandi, Vincenzo Sparagna e Maila Navarra, Sergio Ponchione, Adriano Carnevali, Max Capa, Matteo Guarnaccia, Vittore Baroni, Enzo Jannuzzi, Elena Rapa, Nova, Lorenzo Mò, Marco Tonus, Danilo Dast Strulato, Stefano Zattera, Marcos Carrasquer, Dirk Vershure, Davide Strolippo Caviglia, gli scrittori Ivan Carozzi e Pino Tripodi e gli stessi Manuppelli e Baraghini, rispettivamente alle prese con un "reportage umano" (disegnato a quattro mani con il disegnatore americano Bruno Nadalin) e una improbabile rubrica di consigli agricoli. 
Viene presentato il 30 marzo 2019 a Milano presso lo Spazio Wow, durante il festival di illustrazione Bricola

### Il numero 2
Nell'estate 2020 esce a sorpresa il secondo numero, doppio, incentrato sul tema del dualismo in tutte le sue forme: doppie identità, gemelli siamesi, dicotomie e proiezioni psicotiche. Le copertine doppie sono una citazione alle "Upside Down Faces" e al lavoro di Rex Whistler, e sono state disegnate da Francesca Ghermandi (numero chiaro) e dell'artista americano Bruno Nadalin (numero scuro). Tra i numerosi contenuti (oltre 120 autori) si segnalano un'intervista realizzata in Argentina ad Aquilles Ramon Coppini, adepto del culto di San la Muerte; una conversazione con l'autrice transgender Laerte Coutinho; un fumetto inedito scritto dalla band americana The Residents, originariamente per un cortometraggio di David Lynch, e disegnato da Sergio Ponchione; un fantomatico Censimento degli Amici Immaginari; una sezione coi sogni e gli incubi dei lettori curata da Zograf; una "Rubrica dell'Eterno Secondo" disegnata da Bruno Bozzetto e con psicologo d'eccezione Minivip (il protagonista del film Vip - Mio Fratello Superuomo); e un omaggio al personaggio Ranxerox scritto da Marco D'Alessandro e disegnato da Thomas Bires. 

### Il numero 3
Il terzo numero viene presentato il 29 ottobre 2021 a Lucca Comics, edizione particolare poiché col ritorno del pubblico in presenza.
La rivista si fonda sul concetto di "Vita, morte e miracoli", e consta infatti di 3 volumi: Love Bot: Il primo "porno algoritmico" della storia, scritto e disegnato dalla macchina Nobot, intelligenza artificiale programmata al disegno sconcio. Il Prontuario Milagroso, ovvero le confessioni di Parvati Gamez, una guaritrice messicana, arricchite da un ricettario di rimedi miracolosi illustrati e proposti dai lettori. La terza parte di questo trittico è la rivista vera e propria contenente fumetti mai pubblicati in Italia di Mack White, Roberta Scomparsa, e alcune tavole inedite di Abrahm Diaz e del "Cowboy Henk" di Herr Seele e Kamagurka, oltre a interviste esclusive al regista, animatore e surrealista Jan Švankmajer, a Gary K. Wolf e il suo Roger Rabbit, alla scrittrice Donna Kossy e al musicista Richard Benson. Corredano il tutto un fotoromanzo con Marcello Baraghini e Foxy Lady e una pagina di arte maivista di Vincenzo Sparagna. 

### La Guida turistica agli Aldilà possibili
Il 6 giugno 2023 viene annunciato il quarto episodio del progetto: la Guida turistica agli Aldilà possibili, un compendio di oltre 300 pagine, e 106 tra autrici e autori, in un volume che ricorda le guide del Touring Club e con il quale viaggiare per universi paralleli e mondi ultraterreni. Il testo è diviso per sezioni: "Primi passi nell’Aldilà", i consigli ectoplasmatici di Francesca Ghermandi; "Una visita nell’infernale Afterlife Amusement Park", il luna park patafisico progettato dalla mente diabolica di Tom Bunk; "La storia più strana mai pubblicata" di Sergio Ponchione; un’intervista ad Alexandro Nelson Garcia, l’artista che disegna con gli extraterrestri; "Una visita nell’Aldiqua" di Adriano Carnevali, Lorenzo Mò e Fabio Tonetto; "Una breve Guida all’Oltremondo Egizio", a cura di Infidel. Vi sono anche le profezie di Criswell, tradotte e raccontate da Enrico Sist; 5 reportages da Mondo Bizarro, Alcooland, Costa Vida, l’Isola dell’Attesa e l’accogliente Paesucolo d’Occipistan. In chiusura nella Guida viene descritto come preparare un corretto temazcal, spiegato da una vera strega messicana; il primo censimento dei portali extradimensionali, un incontro coi Sumeri, e tutti i luoghi da evitare della storia scritti e disegnati dal Progetto Stigma.
La presentazione avviene il 18 giugno alla Libreria Scaldasole di Milano con numerosi ospiti, tra cui Squaz, Simone Chiolerio, Isa De Pica, David Bacter, Dorian X, Pablo Cammello, Jacopo Starace, Criminaliza, Carlotta Vacchelli, Maya Quaianni, Strolippo, Cristian Neri e tutta la redazione al completo. Il libro tra giugno e luglio viene poi presentato al Crack! di Roma al Forte Prenestino e allo Sgambetto (costola del festival AFA a MIlano), con un successo tale da portare a un tour per tutto il paese e una ristampa.

### La Guida turistica agli Aldiquà selvatici
Il 27 aprile 2024 la Guida pubblicata neanche un anno prima si arrichisce di un secondo volume ancora più corposo, di quasi 400 pagine con la collaborazione di 120 tra autrici e autori, presentato all' Edicola 518 di Perugia assieme a Vincenzo Sparagna, Marcello Baraghini, Nicola Alessandrini oltre a tutta la redazione della rivista. La copertina è curata da Marie Cecile Tantucci, e il retro da Elena Rapa, e all'interno si susseguono svariati capitoli indicati da un'ideale mappa dei luoghi da esplorare: si parte con la Riserva dei personaggi scartati, in cui partecipano tra gli altri Francesca Ghermandi e Adriano Carnevali, per poi coltivare licheni cosmici, attraverso le zoologie papali di Sparagna e un episodio di Ramarro, il supereroe masochista di Giuseppe Palumbo. La Guida presenta poi una sezione sui sogni illustrata da Maurizio Ercole e Tommygun Moretti, e racconta altri viaggi in compagina di grandi del fumetto underground, come Robert Armstrong, creatore di Mickey Rat, Aleksandar Zograf con "Ipnagogia profonda", e Enzo Lunari col suo famoso Eritreo Cazzulati, pensionato già presente sulle pagine di Cuore. Ritorna anche Nobot, la prima Intelligenza Artificiale a fare fumetti in Italia, con Pornotting Hill, coadiuvata dall'umano Paolo Merenguetti, nel segmento dedicato all'architettura, dove vi sono anche articoli di Ugo La Pietra e Jazz Manciola. Opere di Alessandro Caligaris, astronavi sarde e invenzioni di Steven M. Johnson presentano invenzione mai realizzate anticipiano la sezione dedicata a Pitigliade, versione infernale di PItigliano, sede di Čapek. In chiusura Hurricane Ivan racconta i tre funerali di Totò, tra vignette di Vincino, un racconto su Max Capa e le avventure della Pompa disegnate da Rastabbello. Non mancano neanche in questo episodio avventure messicane del chimico Venanzio e destini paralleli, mentre la Guida nelle ultime pagine racconta romantici tentativi di evasione con le Matissingabbia, dove sono immortalati i disegni dei detenuti della casa di reclusione Verziano di Brescia.

## Curiosità
Il titolo della testata è ispirato alla figura di Josef Čapek, grafico e scrittore di nazionalità ceca al quale Marcello Baraghini (per sua stessa ammissione) rubò negli anni '90 le grafiche per le copertine della sua collana Millelire (al "furto" è stata dedicata una mostra di stampe in occasione della quarta edizione del festival AFA (Autoproduzioni Fichissime Andergraund), tenutasi a maggio 2019 al centro sociale Macaodi Milano). 
La copertina del primo numero è invece un omaggio al fratello di Josef, lo scrittore Karel Čapek e al suo romanzo "La guerra delle salamandre", dove una particolare specie di salamandra antropomorfa viene prima sfruttata dall’uomo e poi ne diventa causa di distruzione..
Il primo numero è uscito senza prezzo fisso, con la dicitura “Il prezzo lo fai tu”.
Nel secondo numero ritorna al fumetto, dopo oltre quarant'anni, Marco D'Alessandro in arte "Trash", storico fondatore della rivista underground Cannibale e amico di Stefano Tamburini..
Nel terzo numero l'inserto Lovebot è disegnato da un robot, parola inventata proprio nel 1920 dallo scrittore Karel Čapek nella sua opera utopica-fantascientifica R.U.R. (Rossum’s Universal Robots).

## Autori coinvolti
Nei suoi tre numeri Čapek è riuscito a coinvolgere oltre 200 tra collaboratrici e collaboratori, tra cui:
- Abraham Diaz
- Accy & Neri
- Adriano Carnevali
- Akab
- Agnese Guido
- Alberto Panegos
- Alberto Corradi
- Alberto Luongo
- Alberto Ponticelli
- Aldo Monticelli
- Alessandro De Bei
- Aleksandar Zograf
- Alex Tirana
- Alex Vargiu
- Alexandro Nelson Garcia
- Ale666io
- Alpraz
- Alice Vercesi
- Andrea Sponchiado
- Andrès Jensen
- Andro Malis
- Aquilles Ramon Coppin
- Arabella Fossati
- Bambi Kramer
- Bicio Fabbri
- Bruno Bozzetto
- Bruno Nadalin
- Cammello
- Cavallo Pazzo
- Centro Studi Canaja
- Ciang Official
- Clarissa Baldi
- Claudio Elias
- Claudio Losghi
- Cosimo Miorelli
- Costanza Fraia
- Criminaliza
- Criswell
- Croma
- Dan TNT
- Daniel Martin Diaz
- Daniela Perissinotto
- Danny Hellman

- Darkam
- Dario Arcidiacono
- Dario Sostegni
- Dast
- David Bacter
- Davide Aprea
- Davide Bart Salvemini
- Davide Minciaroni
- De Franco
- Dome La Muerte
- Doner Club
- Donna Kossy
- Dorian X
- Dott. Simone Barbonetti & Mr. Venanzio
- Dottoressa Fiumara
- Edgar Bergen (ventriloquo)
- Edo 9000
- Edoardo Baraldi
- Edward Mordrake
- El Rughi
- Elena Mistrello
- Elena Rapa
- Eliana Albertini
- Enrico Sist
- Enzo Jannuzzi
- Erik Svetoft
- Ettore Tripodi
- Fabio Tonetto
- Federica Bellomi
- Federico Fabbri
- Fat Gomez

- Federico Cacciapaglia
- Felix Petruska
- Filo Sottile
- Francesca Ghermandi
- Francesco Moretti
- Francesco Natali
- Francisco Marcatti
- Franco Trincale
- Foxy lady
- Gary Wolf
- Gerardo D’Ambrosio
- Giampo Coppa
- Giorgio Carpinteri
- Giorgio Franzaroli
- Giuditta Grechi
- Giulia Basaglia
- Giuliano Rossetti
- Gizem Malkoc
- Gregory Jacobsen
- Herr Seele e Kamagurka
- Homer Flynn
- Hunt Emerson
- Hurricane
- Infidel
- Isa De Pica
- Ivan Carozzi
- Ivan Cenzi (Bizzarro Bazar)
- Jacopo Starace
- Jaja
- Jan Švankmajer
- Jazz Manciola
- Johnny Grieco
- José Altafini
- L’Ombroso
- Laerte Coutinho
- Laura Nomisake

- Le Sorelle Gibbons
- Lise & Talami
- L’Ombroso
- Lo Svizzero
- Lord Hurk
- Lorenzo Mò
- Luca Negri
- Luca Pakarov
- Luciop
- Madest
- Marcello Baraghini
- Marco Corona
- Marco Falatti
- Marco Filicio Marinangeli
- Marco Galli
- Marco Gnaccolini
- Marco Tonus
- Maria Melotti
- Mariam Dagdar (la donna barbuta)
- Marie Cécile
- Marina Comandini
- Martina Sarritzu
- Martoz
- Massimo Giacon
- Matteo De Giuli
- Maurizio Ercole

- Mack White
- Massimo Perissinotto
- Matissingabbia
- Michael Bayers
- Michele Mordente
- Miguel_Ángel_Martín
- Mike Diana
- Mike Sullivan
- Minivip
- Murder Farts 666
- Nessuno Niemand
- Nic Alessandrini
- Nicola Manuppelli
- Nicola Stradiotto
- Nik Guerra
- Nobot
- Nova
- Officina Infernale
- Oliver Neumann
- Om Sharan Salafia
- Oral Giacomini
- Paola Petrusco
- Paolo Di Orazio
- Pat Moriarity
- Parvati Gamez
- Paulette Du
- Pietro Leddi
- Pino Tripodi
- Progetto Stigma
- Rastabbello
- Rebecca Barbuscia
- Richard Benson
- Roberta Scomparta
- Rocco De Biasi
- Rocco Lombardi
- Salgaja
- Samuel Nisenson
- Sarah Mazzetti
- Scampolo D’Assenza
- Sdolz
- Sergio Ponchione
- Simone Angelini
- Simone Chiolerio

- Simone Lucciola
- Spugna
- Squaz
- Stefano Zattera
- Stephen Blickenstaff
- Strolippo (Davide Caviglia)
- Tanatolady
- Tea Fonzi
- The Residents
- Thomas Bires
- Tom Bunk
- TommyGun
- Trash (Marco D’Alessandro)
- Uduvicio Atanagi
- Valerio Bindi
- Vash
- Venanzio
- Vincenzo Jannuzzi
- Vincenzo Sparagna
- Vincino
- Vittore Baroni
- Zaex Starzax
- 9dix

## Progetti e riconoscimenti

### Pandemikon
Nel febbraio del 2020, durante il lockdown dovuto alla pandemia, gli organizzatori di AFA (Autoproduzioni Fichissime Andergraund) e altri membri della redazione di Čapek mettono on line il sito Pandemikon, con illustrazioni, fumetti e video che raccontano quotidianamente la quarantena. Il sito, totalmente autofinanziato, nel settembre dello stesso anno viene candidato al Treviso Comic Book Festival in una sezione dedicata al particolare momento, che vedrà vincere Pangolino di Marco Tonus, anch'esso totalmente autoprodotto.

### Premio Stefano Beani
Il 31 ottobre 2020 Čapek vince il premio Stefano Beani per la migliore iniziativa editoriale nell'edizione di Lucca Comics & Games, ricevendo la consegna "virtuale" da parte di un'emozionata Fumettibrutti.